# Anthrax cascus
Anthrax cascus är en tvåvingeart som beskrevs av Christian Rudolph Wilhelm Wiedemann 1818. Anthrax cascus ingår i släktet Anthrax och familjen svävflugor. Inga underarter finns listade i Catalogue of Life.